# Olechnowicze (stacja kolejowa)

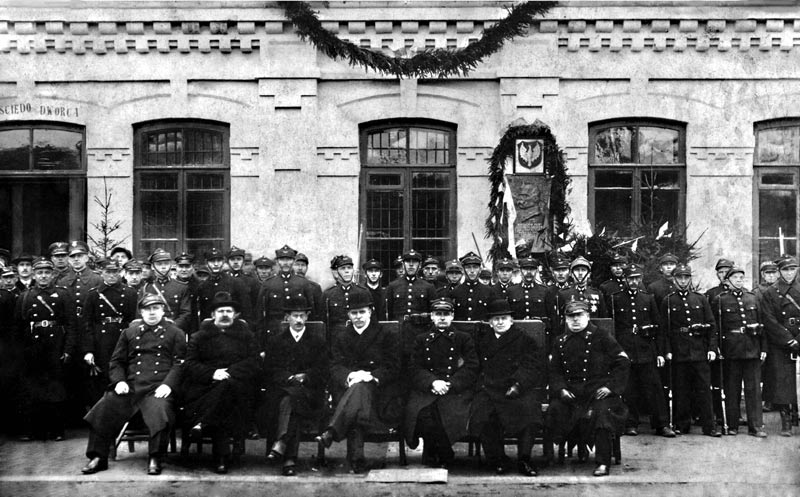
stacja kolejowa Olechnowicze w II Rzeczypospolitej

Olechnowicze (biał. Аляхновічы, ros. Олехновичи) – stacja kolejowa w miejscowości Olechnowicze, w rejonie mołodeczańskim, w obwodzie mińskim, na Białorusi.

## Historia
Stacja Olechnowicze (Alechnowicze) została otwarta w XIX w. na drodze żelaznej libawsko-romeńskiej, pomiędzy stacjami Usza i Radoszkowicze.
W latach międzywojennych leżała w Polsce, w województwie wileńskim, w powiecie mołodeczańskim. Była ona polską stacją graniczną na granicy ze Związkiem Sowieckim. Stacją graniczną po stronie sowieckiej były Radoszkowice.
Do dziś na stacji zachował się polski reper.